# Hootie & the Blowfish
Hootie & the Blowfish — американская альтернативная рок-группа, образовавшаяся в городе Колумбия (Южная Каролина) в 1986 году и исполнявшая мелодичный мейнстримовский пост-грандж с элементами блюз-рока. Дебютный альбом группы Cracked Rear View стал самым продаваемым альбомом 1995 года в США: к моменту выхода второго, Fairweather Johnson, он разошёлся более чем 13-миллионным тиражом. Обе пластинки возглавили Billboard 200, сделав Hootie & the Blowfish на тот момент самой популярной рок-группой страны.
В 1995 году группа была удостоена двух премий «Грэмми» (в номинациях «Открытие года» и «Лучшее поп-исполнение дуэта или группы», за «Let Her Cry»), однако вскоре стала терять популярность, в 1998 году решила взять продолжительную паузу и с новым материалом вернулась лишь в 2003 году. Фронтмен группы Дариус Ракер между тем начал сольную карьеру; он стал одним из открытий 2008 года на кантри-сцене.

## Дискография
| - 1994: Cracked Rear View (US #1, UK #12, D #45, AUS #7, NZ #1) - 1996: Fairweather Johnson (US #1, UK #9, D #41, CH #37, NL #37, S #36, AUS #12, NZ #6) - 1998: Musical Chairs (US #4, UK #15, D #72, NZ #20) - 2003: Hootie & the Blowfish (US #46) - 2005: Looking For Lucky (US #47) - 2006: "Live in Charleston" - 1994: «Hold My Hand» (# 10 US, # 50 UK) - 1995: «Let Her Cry» (# 9 US, # 75 UK) - 1995: «Only Wanna Be With You» (# 6 US, # 65 D) - 1995: «Time» (# 14 US) - 1996: «Old Man And Me (When I Go To Heaven)» (# 13 US, # 57 UK) - 1996: «Tucker’s Town» (# 38 US) - 1998: «I Will Wait» (# 57 UK) |

## Интересные факты
- В 5 серии 2 сезона сериала Друзья Моника, Чендлер и Росс ходили на концерт группы.
- Одна из песен группы играет в 9 серии 21 сезона мультсериала "Южный Парк", когда П.К. директор влюбляется в Сильную Женщину.